# الطريق (فلم 1954)
الطريق (بالإيطالية: La Strada) هو فيلم درامي إيطالي من إنتاج عام 1954 وإخراج فيدريكو فيلليني، كتب فيلليني سيناريو هذا الفيلم بنفسه بمشاركة توليو بينيلي وإنيو فليانو. يروي الفيلم قصة جلسومينا، وهي شابة بسيطة التفكير (جوليتا ماسينا) يشتريها زامبانو (أنتوني كوين) من والدتها، وهو رجل قوي ومتوحش، يأخذها معه لتشاركه ترحاله.
وصف فيلليني فيلم الطريق على أنه «الفهرس الكامل لعالمه من الأساطير وتمثيل خطير لهويته لم يسبق له مثيل». ونتيجةً لذلك، استغرق هذا الفيلم وقتًا جهدًا أكثر من أي من أفلامه السابقة أو التالية له. كانت عملية تطويره طويلة وشاقة، وكانت هناك عدة مشاكل خلال إنتاجه، بما فيها التمويل غير المستقر والمشاكل في طاقم التمثيل والتأجيلات العديدة. أخيرًا، وقبل انتهاء الإنتاج بفترة وجيزة، عانى فيلليني من انهيار عصبي تطلب العناية الطبية ليستطيع استكمال تصوير الفيلم. كان النقد الأولي قاسيًا، وكان عرض الفيلم في مهرجان البندقية السينمائي مناسبة لخلاف مرير تصعّد إلى مشاجرة عامة بين محبي فيلليني ومنتقديه.
مع ذلك وبعد ذلك غدا فيلم الطريق «تحفة سينمائية وواحدًا من أعظم الأفلام في تاريخ السينما على الإطلاق» وفقًا للمؤسسة الأمريكية للسينما. وفاز بجائزة الأوسكار لأفضل فيلم بلغة أجنبية عام 1957 واحتل المرتبة الرابعة عام 1992 في تصنيف جمعية الأفلام البريطانية لأفضل 10 أفلام سينمائية.

## الحبكة
جلسومينا (جولييتا ماسينا) وهي فتاة يافعة، تسمع أن أختها روزا توفيت خلال الترحال مع الرجل القوي زامبانو (أنتوني كوين). عاد هذا الرجل بعد عام من ذلك ليسأل والدة جلسومينا إن كان بإمكان جلسومينا أن تحل محل روزا. توافق الأم وتتلقى 10 آلاف ليرة وتذهب جلسومينا مع زامبانو في نفس اليوم.
يكسب زامبانو قوت عيشه كفنان متجول، ويسلي الحشود بكسر سلسلة حديدية مربوطة بإحكام على صدره، ثم يمرر القبعة ليجمع البقشيش. في وقت قصير، تبدأ طبيعة جلسومينا الساذجة والمضحكة بالبروز، وتتحول بسبب جانب شخصية زامبانو الوحشية إلى إحباط قاس. يعلمها العزف على الطبلة والترومبيت والقليل من الرقص والتهريج للجمهور. على الرغم من رغبتها في إرضاءه إلا أنه كان يخيفها ويعاملها بقسوة في بعض الأحيان.
وأخيرًا تتمرد وترحل وتشق طريقها إلى المدينة. وهناك تلتقي بفنان شوارع آخر وهو إل ماتو (الأحمق) وهو مهرج وفنان موهوب في السير على الأسلاك المرتفعة (ريتشارد بيزهارت). عندما يجدها زامبانو هناك يعيدها قسرًا. ينضمان بعد ذلك إلى سيرك متنقل يعمل فيه إل ماتو. يقوم إل ماتو بمضايقة زامبانو في كل فرصة متاحة على الرغم من أنه لا يعرف سبب قيامه بذلك. وبعد أن يقوم إل ماتو مرة برش المياه على زامبانو، يطارده زامبانو مع سكين في يده. نتيجة لذلك، يُسجن لفترة قصيرة ويُطرد كلا الرجلين من السيرك المتنقل.
يقترح إل ماتو على جلسومينا قبل أن يُطلق سراح زامبانو أن هناك بدائل لعبوديتها ويُلقي عليها فلسفته بأن كل شيء وكل شخص هناك هدف من وجوده في الحياة، حتى الحصاة وحتى هي. تشير لها راهبة بأن الهدف من وجودها في الحياة يشبه الهدف من وجود جلسومينا. ولكن عندما تعرض جلسومينا على زامبانو أن يتزوجا يرفضها بقسوة.
على امتداد الطريق الفارغ، يأتي زامبانو خلال قيام إل ماتو بإصلاح إطار السيارة. تشاهد جلسومينا في رعب زامبانو وهو يضرب المهرج على رأسه عدة مرات. يشتكي إل ماتو وهو يصارع الموت بأن ساعته مكسورة، ثم ينهار ويموت. يُخبئ زامبانو الجثة ويدفع السيارة نحو المنحدر، وتشتعل بها النيران.
يكسر مشهد القتل هذا روح جلسومينا وتصبح غير مبالية. أخيرًا ييئس منها زامبانو ويقرر أن يهجرها تاركًا لها بعض المال والثياب والترومبيت.
بعد بضع سنوات يسمع صدفةً امرأة تدندن اللحن الذي كانت تعزفه جلسومينا باستمرار، يسألها عنه فيعلم بأن والد هذه المرأة وجد جلسومينا على الشاطئ واحتواها في منزله، لكنها انهارت وماتت. يثمل زامبانو ويذهب إلى الشاطئ، ويتجول هناك باكيًا.

## التصوير السينمائي
صُوّر الفيلم في باغنوريغيو، مقاطعة فيتيربو، لاتسيو، أوفندولي، مقاطعة لاكويلا، وأبروتسو. في أيام الآحاد، كان فيلليني وبيزهارت يتجولان بالسيارة في أنحاء الريف، ويستكشفان المواقع ويبحثان عن أماكن لتناول الطعام. أحيانًا كانوا يجربون ما يقارب ستة مطاعم ويغامرون وصولًا إلى أماكن بعيدة كريميني إلى أن يجد فيلليني الأجواء وقائمة الطعام المناسبة.
بدأ الإنتاج في أكتوبر عام 1954 ولكن تم إيقافه بعد بضعة أسابيع من بدئه لأن ماسينا خلعت كاحلها خلال مشهد الدير مع كوين. مع وقف التصوير، وجدها دي لورينتيس فرصة ليستبدل ماسينا التي لم يردها للدور أساسًا ولم يكن قد وقع معها العقد بعد. تغيّر هذا حالما رأى المدراء التنفيذون في باراماونت المشهد وأشادوا بأداء ماسينا، الذي أدى بالنتيجة إلى إعلان دي لورينتيس أنه يريد ماسينا بشكل حصري، وطلب منها توقيع عقد معد على عجل بأجر يعادل ثلث أجر كوين.
تسبب هذا التأخير في تنقيح جدول الإنتاج بالكامل، واستعيض عن المصور السينمائي كارلو كارليني، الذي كان لديه التزام مسبق، بأوتيلو مارتيلي الذي فضله فيلليني لوقت طويل. عندما استؤنف التصوير في فبراير 1954، كان فصل الشتاء قد حل. انخفضت درجة الحرارة إلى -5 درجة مئوية، ما أدى في كثير من الأحيان إلى عدم وجود تدفئة أو ماء ساخن، مما استلزم المزيد من التأخير وإجبار طاقم العمل على النوم مرتدين ألبستهم كاملة وقبعاتهم من أجل الدفء.
تسبب الجدول الجديد في تعارض مع أنتوني كوين، الذي كان قد اختير للعب دور البطولة في أتيلا، ملحمة 1954 من إنتاج دي لورينتيس وإخراج بيترو فرانسيسكي. فكر كوين في الانسحاب من فيلم الطريق في البداية إلا أن فيلليني أقنعه بالعمل في الفيلمين في وقت واحد من خلال تصوير فيلم الطريق في الصباح وأتيلا في فترة ما بعد الظهر والمساء. تطلبت الخطة في كثير من الأحيان من الممثل الاستيقاظ في الساعة 3:30 صباحًا لأن فيلليني أصر على تصوير بعض المشاهد في «النور القاتم قبل بزوغ النهار» والمغادرة إلى روما في الساعة 10:30 في زي زامبانو ليتمكن من تصوير فيلم أتيلا في فترة بعد الظهر. يسترجع كوين قائلًا: «هذه الخربطة في الجدول تفسر مظهري في الفيلمين، والذي كان يلائم دوري كزامبانو، ولكن بالكاد يعبر عن أتيلا الهوني».
على الرغم من الميزانية التي كانت صغيرة للغاية، استطاع مشرف الإنتاج لويجي جياكوسي استئجار سيرك صغير يديره رجل يدعى سافيتري، وهو لاعب قوى ورجل إطفاء حرائق درب كوين على لغة السيرك والجوانب الفنية لكسر السلسلة. أمن جياكوسي أيضًا خدمات سيرك زامبيرلا الذي زوده بعدد من الرجال المقنعين ليمثلوا في الفيلم، بما في ذلك بديل بيزهارت، وهو ممثل وفنان في السير على الأسلاك المرتفعة، والذي رفض التمثيل عندما وصل رجال الإطفاء حاملين شبكات الأمان.

## وصلات خارجية
- مقالات تستعمل روابط فنية بلا صلة مع ويكي بيانات